# 신신방: 나타중생
신신방: 나타중생(New Gods: Nezha Reborn)은 중국에서 제작된 쟈오 지 감독의 2021년 애니메이션, 액션, SF, 판타지 영화이다.
이 영화는 2021년 2월 12일 춘절을 맞아 중국 대륙에서 개봉하였다. 넷플릭스는 중국 외 지역의 영화 글로벌 판권을 인수하였고 2021년 4월 12일 플랫폼을 통해 출시하였다.